# Melica canariensis
Melica canariensis là một loài thực vật có hoa trong họ Hòa thảo. Loài này được W.Hempel mô tả khoa học đầu tiên năm 1967.